# Mishihase
Les Mishihase (粛填), kanji également lu Ashihase et Shukushin, sont un peuple du Japon antique, qui aurait vécu le long de la partie nord de la côte de la mer du Japon. Le terme Sushen, transcrit 肅愼, se trouve dans des documents chinois mais est annoté Mishihase ou Ashihase dans les documents en japonais, Ces noms auraient évolué vers Mishiwase ou Ashiwase en japonais moderne s'ils avaient survécu dans le langage familier.
Selon le Nihon Shoki, les Mishihase sont d'abord arrivés dans l'île de Sado durant le règne de l'empereur Kimmei. En 660, le général japonais Abe no Hirafu défait les Mishihase à Watarishima sur la demande des Emishi. À l'époque d'Edo, une théorie d'Arai Hakuseki propose que Watarishima est Ezo qui est plus tard renommé Hokkaidō. L'endroit de la bataille est indiqué comme se situant à l'embouchure d'une rivière importante, peut-être l'Ishikari-gawa.
Certains historiens considèrent que les Mishihase sont identiques aux Sushen des documents chinois, mais d'autres pensent au contraire que les Japonais ont nommé les populations autochtones basées au nord-est en fonction de leur connaissance des documents chinois, tels que les Chinois l'ont fait durant la période des trois royaumes. Kisao Ishizuki de l'Université de Sapporo suggère en 1979 dans le Hokkaido Shimbun, que les Mishihase sont les Gilyaks qui appartiennent à la culture Okhotsk (en).
Ils auraient été locuteurs d'une des langues toungouses[Information douteuse].